# Chanty-Mansi-Ozean
Der Chanty-Mansi-Ozean (englisch Khanty-Mansi Ocean), auch als Chanty-Mansi-Backarc-Becken (engl.: Khanty-Mansi back-arc basin) bezeichnet, ist ein hypothetisches Ozeanbecken, das vom späten Neoproterozoikum bis ins höhere Paläozoikum im Umfeld des Europäischen (Baltica) und Sibirischen Kratons (Sibiria, Angara-Kraton) existiert haben soll. Das Konzept „Chanty-Mansi-Ozean“ ist Teil einer plattentektonischen Rekonstruktion der Krustenentwicklung Zentral- und Nordwestasiens im Paläozoikum (Altaiden-Orogenkomplex), die 1993 erstmals vom türkischen Geologen Celâl Şengör und Kollegen publiziert wurde. Der Name bezieht sich auf die Chanten und Mansen, zwei finno-ugrischsprachige westsibirische Völker. Integraler Bestandteil dieser Hypothese und unmittelbar mit dem Konzept des Chanty-Mansi-Ozeans verbunden ist der Kiptschak-Inselbogen (engl.: Kipchak arc), der in der Spätphase seiner Entwicklung dem Kleinkontinent Kasachstania (Kasachstan-Tienschan- oder auch Kasachstan-Kirgis-Kontinent) entspricht. Er ist nach den Kiptschaken, einem mittelalterlichen westsibirisch-osteuropäischen Turkvolk, benannt.

## Entwicklung

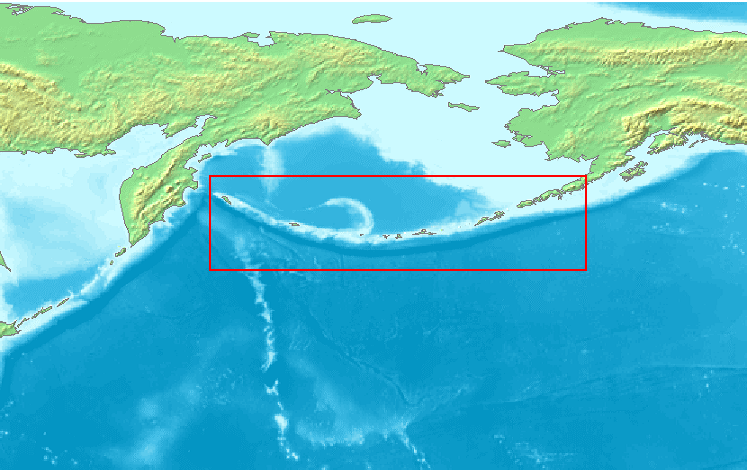
Modernes Analogon zu Kiptschak-Inselbogen und Chanty-Mansi-Ozean: Der Alëuten-Kommandeur-Bogen (rot eingerahmt) am Nordrand des Pazifischen Ozeans und sein Backarc-Becken, das Alëuten-Becken, im Südwesten des Beringmeeres.

### Ausgangssituation
Paläomagnetische Daten lassen den Schluss zu, dass im späten Neoproterozoikum („Vendium“) die Kratone Baltica und Sibiria an ihren heutigen Nordrändern miteinander verbunden waren und sich auf der Südhalbkugel befanden. In aktuellen paläogeographischen Rekonstruktionen, die Şengörs Hypothese berücksichtigen, wird „Balto-Sibiria“ in den spätneoproterozoischen Superkontinent Pannotia eingebunden.

### Öffnung und Weitung
Am Ostrand dieses Baltica-Sibiria-Blocks, der dem heutigen Ostrand Europas bzw. Westrand Sibirias entspricht, bestand eine Subduktionszone, an der ozeanische Kruste des sogenannten Turkestan-Ozeans § in etwa Richtung Westen unter den Kontinentalblock abtauchte. Im kontinentalen Hinterland der Subduktionszone kam es daraufhin zu einer Krustendehnung, die in einem solchen Zusammenhang allgemein als Backarc-Dehnung bezeichnet wird. In deren Folge entstand ab dem späten Vendium ein Grabenbruchsystem parallel zum Ostrand Balto-Sibirias. Durch anhaltende Dehnung bildete sich im Zentrum des Grabenbruchs schließlich erstmals ozeanische Kruste, d. h., der Grabenbruch hatte sich zu einem schmalen Ozeanbecken erweitert, das einen schmalen Streifen kontinentaler Kruste von Balto-Sibiria trennte. Dieser Streifen wird Kiptschak-Inselbogen genannt. Das Ozeanbecken an der Rückseite des Inselbogens, ist der Chanty-Mansi-Ozean. Im Verlauf des Ordoviziums und Silurs öffnete sich das Chanty-Mansi-Backarc-Becken weiter. Ungefähr zeitgleich mit der Grabenbruchbildung am Ostrand Balto-Sibirias fand Krustendehnung auch zwischen den beiden Kratonen statt und führte schließlich zu deren Separierung. Die paläogeographische Situation im Mittel-Silur kann grob verglichen werden mit dem heutigen Alëuten-Kommandeur-Bogen, unter den ozeanische Kruste der Pazifischen Platte (analog zum Turkestan-Ozean) nach Nordosten subduziert wird und in dessen Backarc-Becken, dem Alëuten-Becken, sich die tiefen Regionen des Beringmeers (analog zum Chanty-Mansi-Ozean) erstrecken.
Über die Jahrmillionen hinweg wuchs das Krustenvolumen des Kiptschak-Inselbogen kontinuierlich an, sowohl durch magmatische Aktivität als auch durch Angliederung (Akkretion) von ozeanischen Sedimenten und anderen Krustenteilen der abtauchenden Platte an die Oberplatte (siehe → Akkretionskeil). Im Silur stand der Bogen nur noch an seinem Nordende unmittelbar mit dem Sibirischen Kraton in Kontakt. Sein Südende hatte sich vermutlich entlang einer annähernd Ost-West-verlaufenden Transformstörung von Baltica entfernt. Zur gleichen Zeit hatte sich eine Subduktionszone am damaligen Nordrand und heutigen Ostrand Balticas gebildet, wodurch sich auch dort ein Krustenstreifen löste, der Mugodschar-Inselbogen mit dem Sakmara-Magnitogorsk-Backarc-Becken an seiner Rückseite.

### Schließung
Im frühen Devon kollidierte die Südspitze des Kiptschak-Bogens im Zuge einer Rotation Sibirias im Uhrzeigersinn mit dem Mugodschar-Bogen. Dies leitete die Deformation des Kiptschak-Bogens und die Schließung des Chanty-Mansi-Ozeans ein. Der Südteil des Kiptschak-Bogens wurde im Verlauf des Devons in Nord-Süd-Richtung entlang von Blattverschiebungen gestaucht und in seinem Nordteil bildete sich ein „Knick“ aus. Der „geknickte“ Kiptschak-Bogen wird nunmehr als Kasachstan-Orokline bezeichnet. Subduktion und Akkretion fanden nur noch an deren Nordrand statt.
Im Verlauf des Unterkarbons bewegten sich Baltica * und Sibiria aufeinander zu, während Sibiria weiter rotierte. Das Magnitogorsk-Backarc-Becken hatte sich geschlossen und der Mugodschar-Inselbogen war dem Ostrand Balticas wieder angegliedert worden. Die Kasachstan-Orokline wurde zunehmend eingeengt, und ihr ehemaliger Südast lag nunmehr parallel dem heutigen Ostrand Balticas mit dem sich in Entstehung befindlichen Uralgebirge. ** Im Oberkarbon stoppte die Drehung Sibirias während sich Baltica und Sibiria weiter näherten. Dies führte schließlich zur vollständigen Schließung des Chanty-Mansi-Beckens.

## Alternative Hypothesen und aktuelle Rezeption
Alternativ zur Kipchak-arc-Khanty-Mansi-Backarc-Hypothese wird ein Paläoasien-Ozean postuliert, der sich ab dem frühen Silur in vier Teilbecken gliedert: den Ural-Ozean zwischen Baltica, Sibiria und Kasachstania, den Ob-Zaisan-Ozean zwischen Sibiria und Kasachstania, den von der Kasachstan-Orokline eingeschlossenen Dschungar-Balchasch-Ozean sowie den Turkestan-Ozean zwischen Kasachstania und einigen perigondwanischen Terranen. Der Name „Chanty-Mansi“ bezeichnet in diesem Modell kein Ozeanbecken, sondern einen Mikrokontinent.
In älteren paläoplattentektonischen Rekonstruktionen des Schweizers Gérard Stampfli wird das Konzept des Chanty-Mansi-Ozeans übernommen. Der Kiptschak-Inselbogen bzw. Kasachstania haben in diesen Hypothesen jedoch eine etwas andere Geometrie und kollidieren überdies im Mittel-Devon mit einem perigondwanischen Krustenband, dem sogenannten Hun-Superterran. In aktuelleren Hypothesen zur Entwicklung der Altaiden aus dem Hause Stampfli kommt ein Chanty-Mansi-Ozean im ursprünglichen Şengör’schen Sinne jedoch nicht mehr vor.